# Traginops irroratus
Traginops irroratus är en tvåvingeart som beskrevs av Daniel William Coquillett 1900. Traginops irroratus ingår i släktet Traginops och familjen tickflugor. Inga underarter finns listade i Catalogue of Life.